# 堀俊夫
堀 俊夫（ほり としお）は、日本のロボット研究者。学位は、博士（工学）（東京大学）。加工や微細外科手術（マイクロサージェリ）における遠隔操縦システム、生活環境の知能化、分散ネットワークなどの研究に従事し、Object Management Groupの国際標準制定にも貢献した。電子技術総合研究所、産業技術総合研究所デジタルヒューマン工学研究センター主任研究員、内閣府 科学技術会議事務局、産業技術総合研究所人間情報研究部門主任研究員を歴任し、筑波大学や早稲田大学では非常勤講師を務めた。

## 来歴・人物
東京大学工学部機械工学科に進み、1991年3月に卒業。東京大学大学院工学系研究科産業機械工学専攻に進学し、1993年に修士課程を、1996年に博士課程を修了、博士（工学）の学位を取得。この間、長尾高明と光石衛の研究室で遠隔操作による加工システムの研究に従事し、機械設計では畑村洋太郎の指導を受ける。堀は遠隔操縦システムをマルチエージェントシステムと見立て、それらを統括するサーバ・エージェントを提案した。また、日本とドイツの間でインターネット通信による遠隔操作実験を行い、微細外科手術（マイクロサージェリ）の遠隔操縦システムにも取り組んだ。
学位取得後の1996年4月、工業技術院 電子技術総合研究所 知能システム部の研究員に着任。2001年に工業技術院の組織改組により、電子技術総合研究所は産業技術総合研究所に再編。このとき金出武雄によりデジタルヒューマン研究ラボが立ち上がり、堀も創立から参加。2001年4月から同ラボ研究員、2003年4月にはラボがセンター化し、デジタルヒューマン研究センター研究員に就任。2004年10月には同センター主任研究員となる。
1997年にネットワークニュースについての解説を著し、2001年1月から2002年5月には研究所の先端情報計算センターに参加。2001年3月には研究所のネットワーク移行・運用方針の策定に関与し、2003年1月からは同センターのWG委員も務める。この間、分散処理ネットワークの技術開発にも携わり、「人を見守るデジタルヒューマン」として生活環境をセンサー化させる研究に従事する。また、2000年から2005年に筑波大学で、2006年以降は早稲田大学でも非常勤講師を務めている。
2008年7月から1年間、内閣府総合科学技術会議 事務局へ出向。科学技術政策・イノベーション担当の政策統括官付、および情報通信の参事官付となり、科学技術行政におけるロボット分野の推進にも携わる。一方で、2008年からObject Management Groupの国際標準制定に関与し、同年3月からRobotic Functional Services Working Groupの「Robotics DTF」において共同議長（Co-Chair）を務める。また、2010年6月から3年間Robotic Interaction Service (RoIS) Frameworkで「Finalization Task Force」の共同議長を務め、2013年6月からも「Revision Task Force」で同職を務める
2012年には計測自動制御学会の部門講演会では、RoIS1.0の最終仕様や今後について発表した国際電気通信基礎技術研究所の研究員と共著の「ロボット対話サービスのためのフレームワークRoIS」が優秀講演賞を受賞している。2015年にデジタルヒューマン工学研究センターがセンターから研究グループに移行することになった際には、センターとして最後のシンポジウムで司会を務めた。同年4月から産業技術総合研究所人間情報研究部門デジタルヒューマン研究グループ 主任研究員に転属した。

## 主な著作

### 学位論文
- 『操作環境伝送型遠隔加工システムの研究』東京大学〈博士学位論文（甲第11790号）〉、1996年3月29日。

### 解説・報告
- 「人間と知能機械の感性的相互作用」、『バイオメカニズム学会誌』第21巻第1号、1997年、15-20頁。
- 「ネットワーク管理入門 (第7回) ネットワークニユースの仕組みと運用」、『映像情報メディア学会誌』第52巻第7号、1998年、934-939頁。
- 「産業技術総合研究所 デジタルヒューマン研究ラボ」、『システム／制御／情報』第46巻第2号、2002年、91-92頁。
- 「分散リアルタイムネットワーク用プロセッサとその応用」、『情報処理』第44巻第1号、2003年、6-13頁。
- 「病院内ロボット搬送システムの開発」、『日本ロボット学会誌』第27巻第10号、2009年、1101-1104頁。[注釈 1]
- 「Robotic Interaction Service（RoIS） Framework: サービスロボットシステム用インタフェースの標準化」、『日本ロボット学会誌』第29巻第4号、2011年、341-344頁。
- 「会議報告 デジタルヒューマン・シンポジウム2015」、『サービソロジー』第2巻第2号、2015年、60-61頁。